# Ceraclea semicircularis
Ceraclea semicircularis är en nattsländeart som beskrevs av Yang och Morse 1997. Ceraclea semicircularis ingår i släktet Ceraclea och familjen långhornssländor. Inga underarter finns listade i Catalogue of Life.